# Грейт Кей (річка)
32°41′ пд. ш. 28°22′ сх. д. / 32.683° пд. ш. 28.367° сх. д.
Великий Кей (афр. Great Kei) — річка в Південній Африці.
Річка протікає в Східній Капській провінції ПАР.
Свій початок вона бере від злиття річок Сварт-Кей і Білий Кей на північний схід від міста Кеткарт (Cathcart). Великий Кей впадає в Індійський океан неподалік від містечка Кей-Маут (Kei Mouth). Річка утворює південно-західний кордон регіону Транскей (афр. Transkei region) 
Довжина річки близько 520 км, площа басейну 20 566 км². Має ряд приток.